# Bulgarien ved sommer-OL 2016
Bulgarien deltog under Sommer-OL 2016 i Rio de Janeiro som blev arrangeret i perioden 5. august til 21. august 2016. Dette var landets 24. deltagelse ved sommer-OL.
Bulgarske vægtløftere blev forbudt, at kvalificere sig til OL efter 11 vægtløftere blev testet positiv i marts 2015. Beslutningen som International Weightlifting Federation tog, blev stadfæstet af Sportens Voldgiftsret i januar 2016.

## Medaljer
| 2016 Rio de Janeiro | Guld | Sølv | Bronze | Total |
| Bulgarien           | 0    | 1    | 2      | 3     |

### Medaljevinderne
| Bulgarien under sommer-OL 2016 i Rio de Janeiro | Bulgarien under sommer-OL 2016 i Rio de Janeiro                                                        | Bulgarien under sommer-OL 2016 i Rio de Janeiro | Bulgarien under sommer-OL 2016 i Rio de Janeiro | Bulgarien under sommer-OL 2016 i Rio de Janeiro |
| Medalje                                         | Navn                                                                                                   | Sport                                           | Event                                           | Dato                                            |
| ----------------------------------------------- | --- | ----------------------------------------------- | ----------------------------------------------- | ----------------------------------------------- |
| Sølv                                            | Mirela Demireva                                                                                        | Atletik                                         | Højdespring                                     | 20. august                                      |
| Bronze                                          | Elitsa Yankova                                                                                         | Brydning                                        | 48 kg fristil                                   | 17. august                                      |
| Bronze                                          | Reneta Kamberova Lyubomira Kazanova Mihaela Maevska-Velichkova Tsvetelina Naydenova Hristiana Todorova | Gymnastik                                       | Kvindernes rytmiske gruppe all-around           | 21. august                                      |